# Giovanni Maria Nieddu
Giovanni Maria Nieddu (Arbus, 3 settembre 1927 – 7 ottobre 2002) è stato un politico italiano.